# Nicole Göldi
Nicole Göldi, née le 24 octobre 2002 à Sennwald, est une coureuse cycliste suisse spécialiste du VTT.
Elle est double-championne du monde de cross-country à assistance électrique en 2021 et 2022.

## Palmarès

### Championnats du monde
- Leogang 2020
  - 16e en cross-country juniors
- Val di Sole 2021
  -  Championne du monde de cross-country à assistance électrique
- Les Gets 2022
  -  Championne du monde de cross-country à assistance électrique

### Coupe du monde
- Coupe du monde de cross-country à assistance électrique
  - 2022 : 1re du classement général, vainqueur de sept manches
  - 2023 : 6e du classement général, vainqueur de deux manches